# 주몽골 일본 대사관
주몽골 일본 대사관(몽골어: Япон улсаас Монгол улсад суугаа Элчин сайдын яам, 일본어: 在モンゴル日本国大使館)은 일본 정부가 몽골의 수도인 울란바토르에 설치한 대사관이다.

## 연혁
- 1972년 2월 : 일본과 몽골 인민공화국 간의 외교 관계가 수립됨[1]
- 1972년 8월 : 주몽골 일본 대사관이 울란바토르에 정식으로 개설됨[2]

## 조직
주요 조직으로는 대사, 총괄, 총무/정무부, 경제/개발협력부, 홍보/문화부, 영사/경비부, 관방부 등으로 세분화된다.

## 소재지
| 일본어 | 14210 ウランバートル市大使館通り10         |
| 몽골어 | Улаанбаатар хот 14210, Элчингийн гудамж 10 |
| 영어   | Elchingiin gudamj 10, Ulaanbaatar 14210    |

## 같이 보기

### 일반 주제
- 주일본 몽골 대사관
- 몽골-일본 관계(영어판, 러시아어판)

### 몽골에 설치한 다른 재외공관
- 주몽골 대한민국 대사관
- 주몽골 미국 대사관
- 주울란바토르 타이베이 무역경제대표처
- 주몽골 러시아 대사관(러시아어판)